# Erythrus atripennis
Erythrus atripennis là một loài bọ cánh cứng trong họ Cerambycidae.